# Zanthoxylum ailanthoides
Zanthoxylum ailanthoides är en vinruteväxtart som beskrevs av Siebold & Zucc.. Zanthoxylum ailanthoides ingår i släktet Zanthoxylum och familjen vinruteväxter.

## Underarter
Arten delas in i följande underarter:
- Z. a. pubescens
- Z. a. boninshimae